# Batalla de Morotai
La batalla de Morotai fue parte de la Guerra del Pacífico durante la Segunda Guerra Mundial. Comenzó el 15 de septiembre de 1944 y duró hasta el final de la guerra, en agosto de 1945. El enfrentamiento comenzó cuando las fuerzas estadounidenses y australianas desembarcaron en el suroeste de Morotai, una pequeña isla en las Indias Orientales Neerlandesas —actual Indonesia— que los Aliados necesitaban como base para apoyar la liberación de Filipinas. Las fuerzas invasoras superaban en número a los japoneses que defendían la isla, por lo que en dos semanas sus objetivos ya estaban asegurados. Los refuerzos nipones desembarcaron en la isla entre septiembre y noviembre, pero carecían de los suministros necesarios para atacar de manera efectiva el perímetro defensivo de los Aliados. Los conflictos esporádicos continuaron hasta el fin de la guerra, período durante el cual varios japoneses murieron a causa del hambre y las enfermedades.
Morotai comenzó a utilizarse como base Aliada poco después del desembarco, y para octubre los dos aeródromos más grandes ya estaban listos para su uso. Tanto los aeródromos como otras instalaciones desarrolladas en la isla jugaron un papel clave en la liberación de Filipinas durante 1944 y 1945. Los botes torpederos y aeronaves estacionados en Morotai también sirvieron para hostilizar posiciones japonesas en el resto de las Indias Orientales. Las instalaciones de la isla fueron ampliadas en 1945
para apoyar la campaña de Borneo —liderada por los australianos—, por lo que Morotai continuó siendo un importante centro logístico y de comando hasta que los neerlandeses restablecieron su dominio colonial en las islas.

## Antecedentes

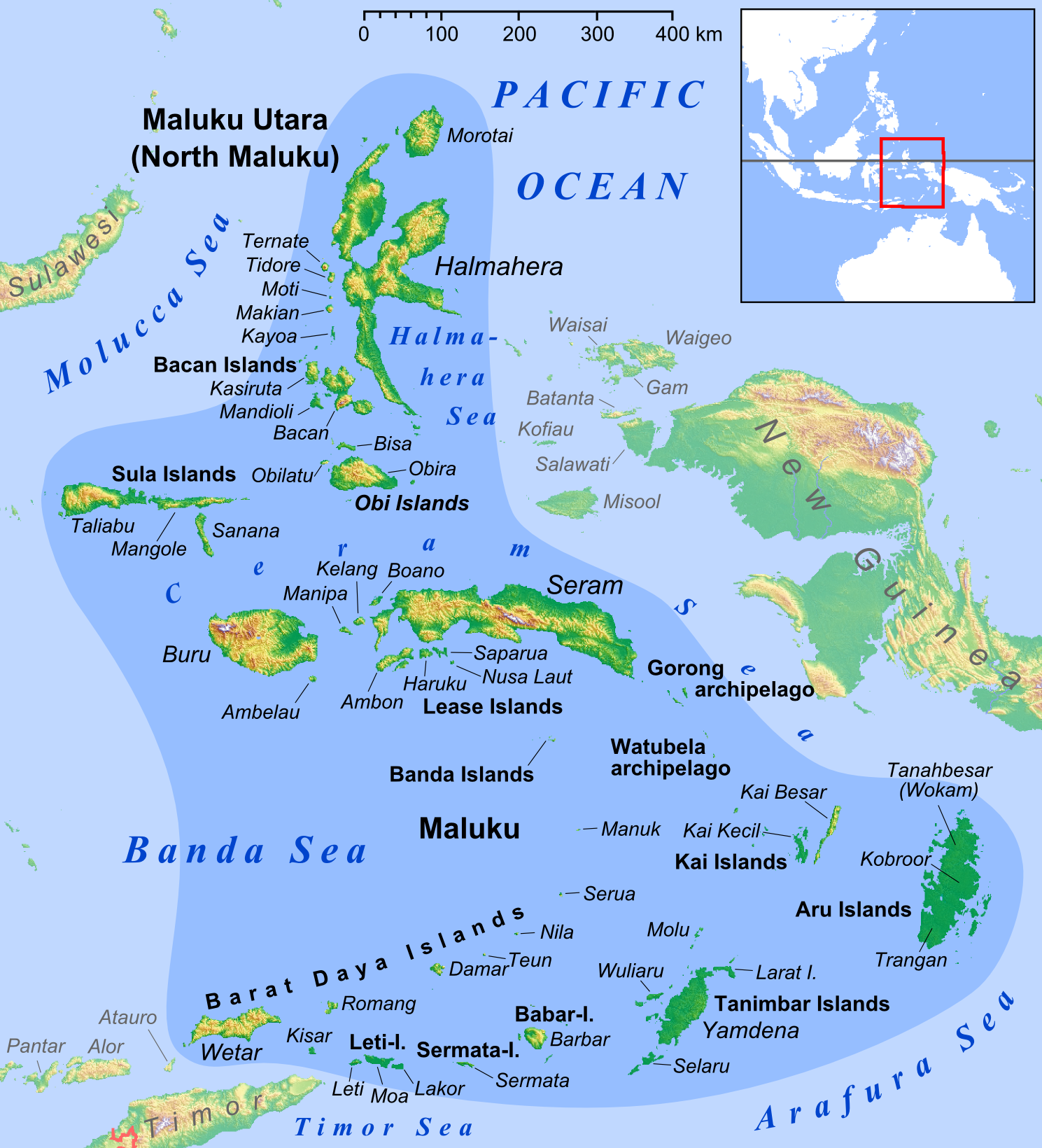
Mapa actual del mar de Banda, con la isla de Morotai en la parte superior

Morotai es una pequeña isla ubicada al norte del archipiélago de las Molucas, pertenecientes a Indonesia. Al interior la mayor parte del terreno es accidentado y está cubierto por una espesa jungla. La planicie de Doroeba, en la parte suroeste, es la más extensa de las escasas tierras bajas que hay en la isla. Morotai formó parte de las Indias Orientales Neerlandesas y fue regida por los neerlandeses a través del sultanato de Ternate. Antes del estallido de la guerra tenía una población de nueve mil habitantes y no se había desarrollado comercialmente. Los japoneses ocuparon la isla a principios de 1942 durante la campaña de las Indias Orientales Neerlandesas, pero no dejaron una guarnición ni la desarrollaron.
A principios de 1944, Morotai se convirtió en una zona de importancia para los militares japoneses cuando la cercana isla de Halmahera se volvió un punto estratégico para la defensa de los accesos meridionales a las Filipinas. En mayo de ese año, la 32.ª División del Ejército Imperial Japonés llegó para defender Halmahera y sus nueve pistas de aterrizaje. La división había sufrido importantes perdidas cuando el convoy que la transportaba desde China —el convoy Take Ichi— fue atacado por submarinos estadounidenses. En un inicio, dos batallones del 211.º Regimiento de Infantería de la 32.ª División fueron llevados a Morotai para construir una pista de aterrizaje en la planicie de Doroeba. Los dos batallones se retiraron a Halmahera a mediados de julio cuando abandonaron la pista por problemas en el drenaje. Los decodificadores aliados detectaron que los japoneses estaban levantando débiles defensas en Halmahera y Morotai, e informaron de esto al personal de planificación.
En julio de 1944, el General Douglas McArthur, el Comandante Supremo de las Fuerzas Aliadas en el Frente del Pacífico Sur, seleccionó a Morotai como el lugar para instalar las bases aéreas e instalaciones navales necesarias para apoyar la liberación de Mindanao, que en ese entonces estaba planeada para el día 15 de noviembre. A pesar de que la isla no estaba lo suficientemente desarrollada, se prefirió en lugar de Halmahera, ya que esta era mucho más grande y estaba mejor defendida, lo que hacía difícil capturarla y mantenerla segura. A la ocupación de Morotai se le llamó en código Operación Tradewind. El desembarco se programó para el 15 de septiembre de 1944, el mismo día que la 1.ª División de Marines iba a desembarcar en Peleliu. Esta programación permitió al cuerpo principal de la flota del Pacífico proteger simultáneamente ambas operaciones de los potenciales contrataques japoneses.
Como se esperaba poca resistencia en Morotai, los organizadores Aliados decidieron desembarcar sus fuerzas cerca de la pista de aterrizaje de Doroeba. Dos playas en el suroeste de la isla se consideraron apropiadas para desembarcar, las que pasaron a llamarse Red y White. El plan Aliado requería que los tres regimientos de infantería de la 31.ª División desembarquen el 15 de septiembre a lo largo de las playas y se dirijan rápidamente hacia el interior para asegurar la planicie. Como el interior de la isla no tenía ningún valor militar, los Aliados no tenían la intención de avanzar más allá del perímetro necesario para defender los campos de aviación. El plan para construir los aeródromos y las demás instalaciones se organizó antes del desembarco, y las posiciones provisionales para estas se eligieron antes del 15 de septiembre.

## Preludio

### Fuerzas opositoras
Al momento del desembarco de los Aliados, Morotai era defendida por aproximadamente 500 soldados japoneses. La unidad principal era la 2.ª Unidad Provisional de Asalto, que fue llegando poco a poco entre el 12 y el 19 de julio de 1944, para reemplazar los batallones de la 32.ª División que habían sido retirados de allí. La unidad estaba compuesta por cuatro compañías y dirigida por oficiales japoneses y soldados de Formosa. En la isla también había miembros de la infantería, policía militar y unidades de apoyo. El comandante de la 2.ª Unidad Provisional de Asalto, el mayor Takenobu Kawashima, desplegó a los hombres al suroeste y usó la pequeña unidad para levantar puestos de vigilancia y destacamentos alrededor de la costa de Morotai. La mayor de estas avanzadas estaba al final del noreste de la isla, en el cabo Sopi, que consistía en unos cien hombres. La fuerza japonesa era demasiado pequeña y estaba muy dispersa como para montar una defensa efectiva, por lo que la 32.ª División mandó a construir campamentos falsos y usar otros trucos para que los Aliados pensaran que la isla estaba ampliamente defendida.

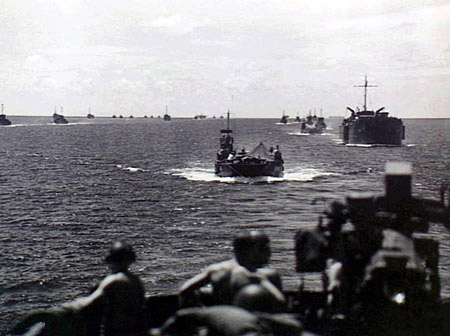
Una larga fila de lanchas de desembarco y transportes Aliados acercándose a Morotai

Las fuerzas Aliadas asignadas a Morotai superaban a los japoneses en más de cien a uno. La fuerza operativa para la operación se estableció el 20 de agosto bajo el mando del mayor general Charles P. Hall y consistía en 40 105 soldados del Ejército estadounidense y un personal de 16 915 hombres de las Fuerzas Aéreas del Ejército de los Estados Unidos y la Real Fuerza Aérea Australiana. Esta quedó bajo el mando del VI Ejército estadounidense; sus principales elementos de combate eran el cuartel general del XI Cuerpo, la 31.ª División de Infantería y el 126.º Regimiento de Combate de la 32.ª División de Infantería. Este grupo estaba apoyado por ingenieros y un gran grupo antiaéreo. También incluía un amplio número de unidades de construcción y telecomunicaciones cuya función era transformar rápidamente a la isla en una base más grande. La 6.ª División de Infantería fue designada fuerza de reserva pero se mantuvo en la parte continental de Nueva Guinea. El general McArthur acompañó a las fuerzas a bordo del USS Nashville pero no comandó directamente la operación.
Las fuerzas de desembarco fueron apoyadas por un poderoso contingente aéreo y naval. La V Fuerza Aérea estadounidense proveyó apoyo directo mientras que la XIII Fuerza Aérea y el 10.º Grupo Operacional de la RAAF condujeron misiones estratégicas en las Indias Orientales Neerlandesas y las Filipinas. La fuerza naval pasó a llamarse task force 77 y se organizó en dos grupos de ataque, cuatro de refuerzo, uno de apoyo y otro con portaviones de escolta. Los grupos de ataque y refuerzo —compuestos por veinticuatro destructores, cuatro fragatas, dos buques de desembarco para infantería (LSI) australianos, cinco destructores transporte (APD), un buque de desembarco dique (LSD), veinticuatro lanchas de desembarco para infantería (LCI), 55 buques de desembarco para tanques (LST), veinte lanchas de desembarco para tanques (LCT) y once lanchas para infantería armadas con misiles— eran los responsables de transportar a las fuerzas de asalto y a las posteriores unidades de apoyo. El grupo de apoyo lo formaban dos cruceros pesados y dos destructores australianos, más tres cruceros ligeros y ocho destructores estadounidenses. El grupo de escolta estaba compuesto por seis portaviones y diez destructores de escolta, además de armamento antisubmarino y patrullas aéreas de combate. La task force 38, con dos portaviones, dos portaviones ligeros, un crucero pesado, un crucero ligero y treinta destructores también estaba disponible para prestar ayuda a la task force 77 en caso de que esta la necesitase.

### Ataques preliminares
Los ataques previos para reprimir las fuerzas japonesas cercanas a Morotai comenzaron en agosto de 1944. En ese momento, los servicios de inteligencia aliados estimaron que había unos 582 aviones japoneses a menos de 640 kilómetros de la isla, de los cuales 400 estaban en el área del objetivo. Las fuerzas aéreas de los Aliados llevaron a cabo intensos ataques en los aeródromos nipones de Halmahera, Célebes, Ceram, Ambon, Buru y otras islas de la región. Los aviones embarcados estadounidenses también atacaron las unidades aéreas con base en Mindanao y organizaron más incursiones a Célebes y Halmahera. Los ataques fueron exitosos y para el 14 de septiembre se estimaba que solo 60 aviones enemigos seguían cerca de Morotai.
Para conservar la sorpresa, los Aliados no bombardearon la isla antes de la invasión y solamente hicieron algunos vuelos de reconocimiento fotográfico sobre ella. Una patrulla de la Oficina de Inteligencia Aliada desembarcó en la isla en junio, pero no le dio al VI ejército la información que recopiló allí. A pesar de que la fuerza operativa tenía poca información sobre los lugares de desembarco y las posiciones japonesas, el VI ejército no desembarcó ninguna de sus patrullas de reconocimiento en la isla, ya que se temía que esto advirtiera a los defensores de un ataque inminente.
La fuerza operativa se embarcó en el convoy en varias bases al noroeste de Nueva Guinea e hizo numerosos ensayos de desembarco en las costas de Aitape y Wakde a comienzos de septiembre. El convoy se reunió en la bahía Maffin el 11 de septiembre y al día siguiente se dirigió a Morotai. El viaje fue tranquilo y el grupo llegó a la isla la mañana del 15 de septiembre sin ser detectado por los japoneses.

## Desembarcos aliados

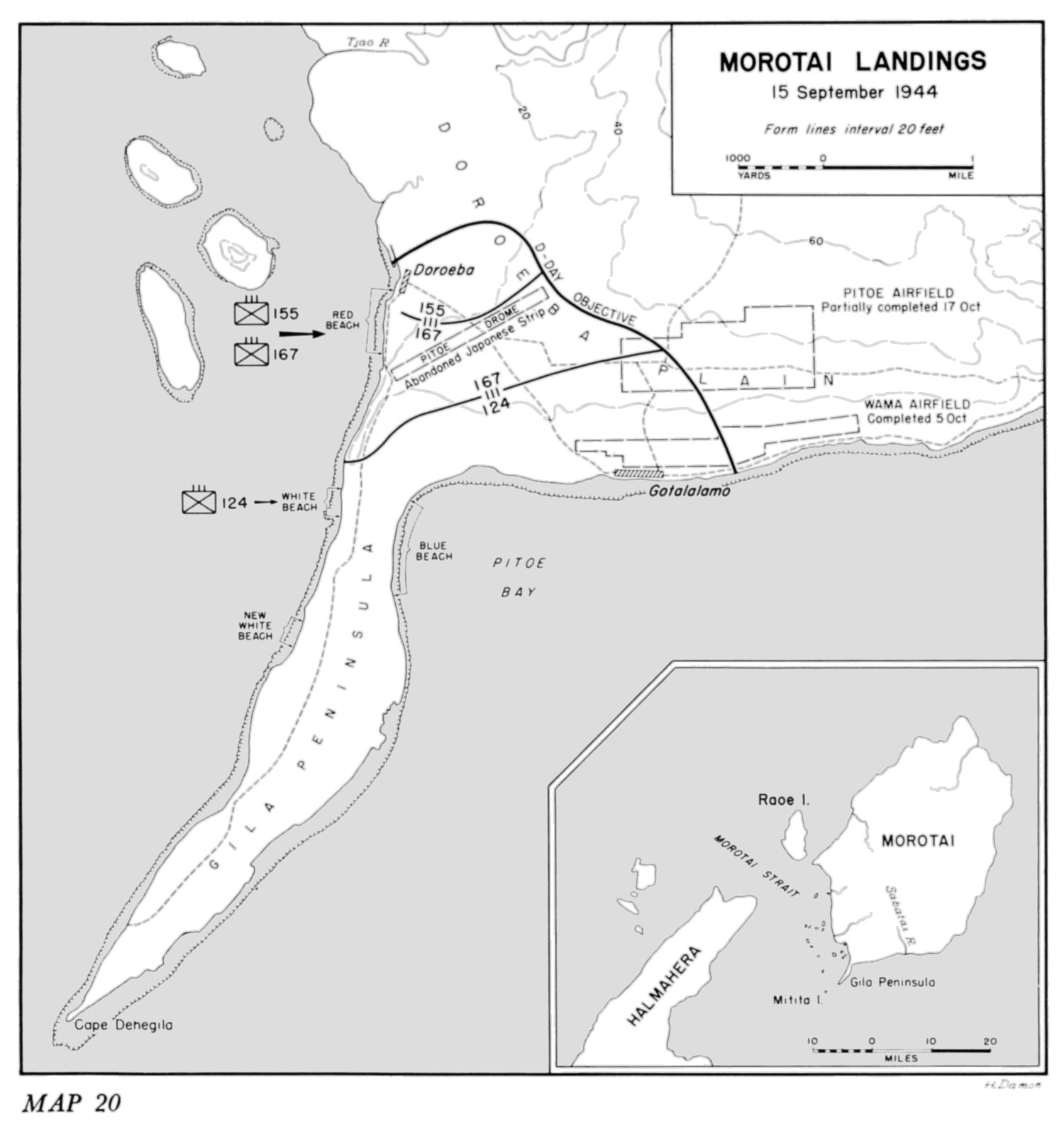
Un mapa del suroeste de Morotai que ilustra los lugares donde los tres regimientos del ejército estadounidense desembarcaron el 15 de septiembre, sus objetivos para el Día D y la ubicación de las playas de desembarco y los aeródromos de la isla

La batalla de Morotai comenzó a las 6:30 a. m. del 15 de septiembre. Los buques aliados bombardearon por dos horas la zona de desembarco para reprimir cualquier fuerza japonesa posicionada allí. El bombardeo incendió varias poblaciones nativas y ya que los japoneses no tenían muchos hombres en el lugar, las bajas fueron pocas.
La primera oleada de tropas estadounidenses desembarcó en Morotai a las 8:30 a. m. y no encontró oposición alguna. Los regimientos 155.º y 167.º desembarcaron en la playa Red, mientras que el regimiento 124.º lo hizo en la playa White. Una vez en tierra, las tropas de asalto se formaron en sus unidades tácticas y comenzaron a avanzar rápidamente hacia el interior. Finalizado el día, la 31.ª División había conseguido todos sus objetivos para el Día D y mantuvo un perímetro de 1800 metros tierra adentro. Hubo pequeños enfrentamientos y las bajas fueron pocas en ambos bandos. La 2.ª Unidad Provisional de Asalto japonesa fue incapaz de ofrecer resistencia a la arrolladora fuerza invasora y se retiró en orden hacia el interior. Las aeronaves niponas de la 7.ª División Aérea basadas en Ceram y Célebes iniciaron una serie de ataques en Morotai la noche del 15 de septiembre, pero tuvieron un mínimo efecto en los Aliados.
La falta de resistencia fue fortuita para los Aliados, ya que inesperadamente las playas estaban en malas condiciones. Antes de la invasión, la inteligencia había sugerido que las playas Red y White eran aptas para un desembarco anfibio, pero realmente eran altamente inadecuadas para llevar a cabo el ejercicio. Las dos playas eran lodosas y era difícil para las lanchas acercarse a ellas por las rocas y los arrecifes de coral. En consecuencia, los hombres y el equipamiento tuvieron que desembarcar antes de llegar a la playa. Esto retrasó la operación e hizo que se dañara una gran parte del equipamiento. Como muchos de sus soldados, el general McArthur se vio obligado a caminar con el agua hasta el pecho para llegar a la orilla. En la mañana del Día D, un sondeo determinó que una playa en la costa sur de Morotai era mucho más adecuada para los buques que desembarcaban los tanques. Esta playa, a la que se llamó Blue, se convirtió en el principal punto de desembarco el 16 de septiembre.

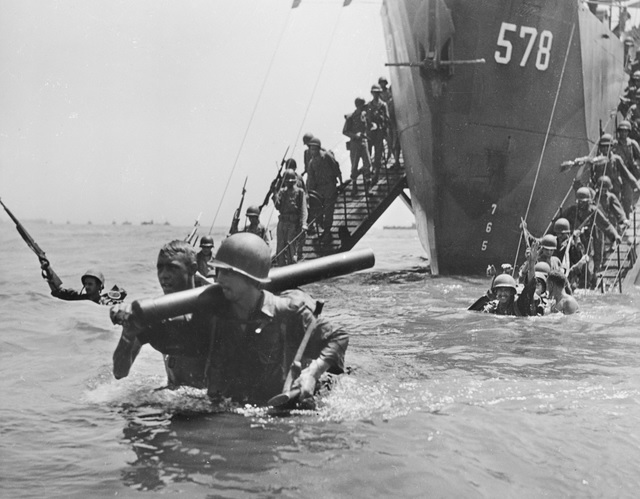
Infantería aliada desembarcando el día 15 de septiembre

La 31.ª División continuó avanzando hacia el interior el 16 de septiembre, se encontraron con poca oposición y aseguraron el perímetro alrededor de la base aérea al atardecer. Desde el 17 de septiembre, el 126.º Regimiento de Infantería desembarcó en distintos puntos de la costa de la isla y en las islas del litoral, para establecer estaciones de radar y puestos de observación. Estas operaciones generalmente no presentaron oposición, aunque las patrullas que desembarcaron al norte de Morotai hicieron contacto con pequeños destacamentos japoneses. La 2.ª Unidad Provisional de Asalto intentó infiltrarse en el perímetro aliado la noche del 18 de septiembre, pero no tuvo éxito. Un destacamento de la Administración Civil de las Indias Neerlandesas (NICA) fue el responsable de los asuntos civiles en Morotai. Este destacamento desembarcó el día 15 de septiembre y restableció la soberanía neerlandesa sobre la población civil de Morotai. Posteriormente, muchos nativos proporcionaron al NICA información sobre las disposiciones japonesas en Morotai y Halmahera, mientras que otros actuaron como guías para las patrullas estadounidenses.
El 20 de septiembre, la 31.ª División avanzó hacia el interior para asegurar un perímetro de mayor extensión. Esto era necesario para darle más espacio al campamento y a las instalaciones de suministro, luego que el cuartel general de MacArthur decidiera ampliar la construcción del aeródromo en la isla. La avanzada encontró poca resistencia y completó su objetivo en un día. El 22 de septiembre, un grupo japonés atacó el cuartel general del 1.er Batallón del el 167.º Regimiento, pero fueron rechazados fácilmente. Al día siguiente, una compañía del 126.º Regimiento de Infantería atacó sin éxito a una unidad fortificada que los japoneses tenían cerca de Wajaboeta, en la costa oeste de la isla. El 126.º reanudó su ataque el 24 de septiembre y aseguró el puesto. Las fuerzas estadounidenses continuaron patrullando intensamente hasta el 4 de octubre, cuando se declaró a la isla como «segura». Las bajas norteamericanas durante la ocupación inicial de Morotai fueron 30 muertos, 85 heridos y un desaparecido. Las bajas japonesas fueron mucho más altas: más de 300 muertos y 13 capturados.

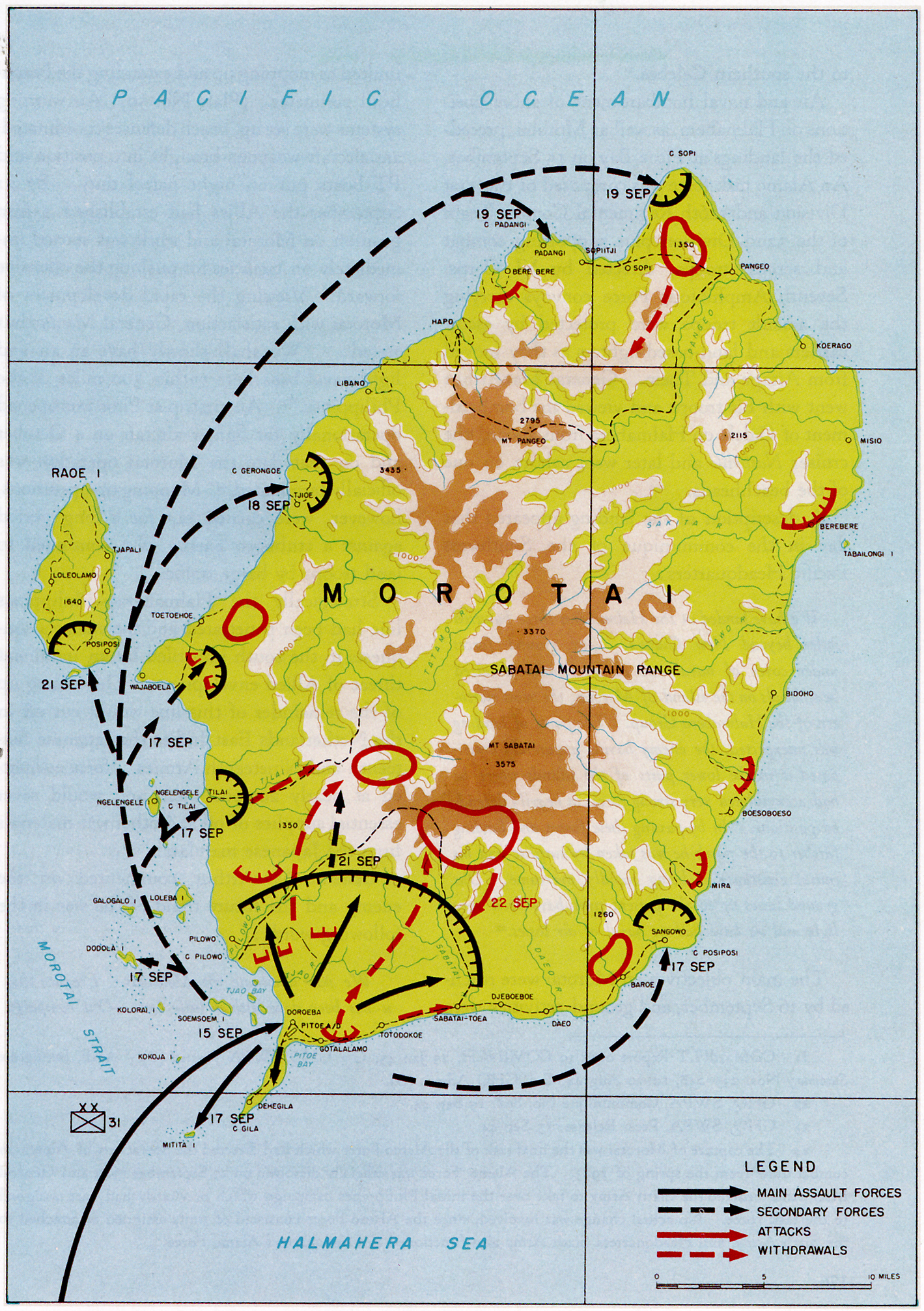
Los movimientos japoneses y Aliados en la isla de Morotai durante las primeras semanas de la batalla

Las tropas estadounidenses no necesitaron del apoyo aéreo pesado disponible, y el grupo de transporte rápido se comisionó para otras tareas el 17 de septiembre. Los seis portaviones de escolta se quedaron para apoyo, pero sus aeronaves tuvieron poca participación. Cuatro de estos portaviones partieron el 25 de septiembre, y los dos restantes el 4 de octubre. El 3 de octubre, el submarino japonés RO-41 hundió al destructor USS Shelton mientras escoltaba al grupo. Horas después, un TBF Avenger que salió del portaaviones USS Midway atacó el submarino USS Seawolf a 32 km al norte de donde había sido torpedeado el Shelton, pues creyó erróneamente que ese era el submarino responsable del ataque. Tras lanzarle dos explosivos, el Avenger llevó al destructor USS Richard M. Rowell a la zona y este hundió al Seawolf tras cinco intentos, lo que mató a toda la tripulación del submarino. Más tarde se determinó que el Seawolf transitaba por una «ruta segura para submarinos», que los pilotos de la escolta no fueron informados sobre la existencia y ubicación de esta ruta, y que no se le entregó la posición del submarino al Richard M. Rowell.
La Armada de los Estados Unidos estableció una base de lanchas PT en Morotai el 16 de septiembre, cuando los botes auxiliares USS Mobjack y USS Oyster Bay llegaron con 41 embarcaciones agrupadas en cuatro escuadrones. La misión principal de las lanchas PT era evitar que los japoneses trasladaran tropas desde Halmahera a Morotai, a través de un bloqueo en el estrecho de 19 km que separa a las dos islas.
En noviembre, Elementos de la 31.ª División se embarcaron desde Morotai para capturar varias islas frente a Nueva Guinea desde donde los puestos de avanzada japoneses podían observar los movimientos aliados. El 15 de noviembre de 1200 efectivos del 2.° Batallón del 167.° Regimiento y otras unidades asignadas desembarcaron en la isla Pegun, en el atolón Mapia; al día siguiente atacaron la isla Bras. El 18 de noviembre se declararon «seguras» las islas Mapia, luego que se superara la resistencia de 172 japoneses de la 36.ª División. El 19 de noviembre, un grupo de 400 tropas estadounidenses agrupadas en la Compañía F del 124.º Regimiento de Infantería las desprotegidas islas Asia. Estas fueron las primeras operaciones ofensivas supervisadas por el VIII Ejército, y el comandante naval de las dos fue el capitán Lord Ashbourne de la Marina Real a bordo del minador HMS Ariadne. Posteriormente se instalaron en las islas estaciones de radar y sistema LORAN.

## Desarrollo de la base

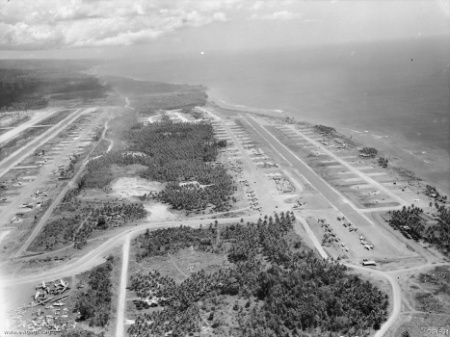
Pista de aterrizaje de Wama, en abril de 1945

La rápida transformación de Morotai en una base militar importante fue un objetivo clave de la operación. Los planes previos a la invasión exigían la construcción de tres pistas de aterrizaje dentro de los 45 días anteriores al 15 de septiembre, con la primera de ellas operativa inmediatamente después del desembarco. Los planes también incluían alojamiento y suministros para un personal de 60 000 miembros de la fuerza aérea y el ejército, un hospital con 1900 camas, instalaciones de almacenamiento y manipulación de combustible e instalaciones para el atraque de embarcaciones. Para construir estas instalaciones, la task force Tradewind incluía 7000 ingenieros, de los cuales el 84% eran estadounidenses y el resto australianos.
Antes de asegurar Morotai se comenzó a trabajar en las instalaciones básicas. Un destacamento de topografía